# Exocentrus badius
Exocentrus badius är en skalbaggsart som beskrevs av Fisher 1925. Exocentrus badius ingår i släktet Exocentrus och familjen långhorningar.
Artens utbredningsområde är Filippinerna. Inga underarter finns listade i Catalogue of Life.